# Мещерякова, Алла Дмитриевна
А́лла Дми́триевна Мещеряко́ва (22 февраля 1943, Москва, СССР — 11 мая 2020, Москва, Россия) — советская и российская актриса театра и кино. Заслуженная артистка РСФСР.

## Биография
Родилась 22 февраля 1943 года в Москве.
В 1965 году окончила ВГИК, мастерская А. Шишкова.
С 1965 года — актриса Театра-студии киноактёра.
В кино дебютировала в 1964 году в фильме «Страницы первой любви», сыграв роль Лены. В 1966 году сыграла свою первую главную роль в кино — в военной драме «Сердце друга». Её героиня — военный переводчик лейтенант Анна Белозёрова.
Скончалась 11 мая 2020 года в Москве, спустя 17 дней не стало и её супруга. Похоронена на Ваганьковском кладбище.

## Семья
Муж — Владимир Коновалов (1935—2020), режиссёр-кинодокументалист.
Дочь Наталья (род. 1967 г.). Сын Фёдор (род. 1981 г.).

## Творчество
Снялась в главной роли в дебютной курсовой работе режиссёра Динары Асановой «На полустанке» по одноимённому рассказу Юрия Казакова:

И как хороша была здесь, в этой учебной работе, прекрасная актриса Алла Мещерякова, тогда ещё тоже студентка, актриса, так и не открытая по-настоящему нашим кинематографом. Может быть, эта работа в двухчастевой студенческой ленте Динары Асановой была единственной, где Алла Мещерякова проявилась как начинающая русская трагическая актриса. Помню её жалкое, прыгающее лицо, ослепшее от отчаяния, спутанные шаги и задушенный крик: «Уехал! Уехал!»
— киновед Людмила Донец, 2000 год

### Роли в кино
- 1964 — Страницы первой любви — Лена
- 1966 — Сердце друга — Анна Александровна Белозёрова
- 1968 — В трудную минуту (к/м) — Наталья, невеста
- 1968 — Люди как реки (к/м) — Лена, почтальон
- 1968 — Хозяин тайги — Таня, жена Серёжкина
- 1969 — Вальс — Екатерина Фролова
- 1969 — Про Клаву Иванову — работница (нет в титрах)
- 1970 — Сочинение (к/м) — Елена Михайловна
- 1971 — Если ты мужчина… — Клавдинька
- 1971 — Пропажа свидетеля — Таня, жена Серёжкина
- 1972 — А зори здесь тихие — Мария Никифоровна
- 1972 — Бой с тенью — Алла Дмитриевна
- 1972 — Стоянка поезда — две минуты — секретарша и телеграфистка
- 1973 — Ищу человека — Маша Михайлова
- 1973 — Каждый день доктора Калинниковой — Надя
- 1973 — Калина красная — гостья на «празднике жизни» (нет в титрах)
- 1973 — Тунрындыка (к/м) — мать
- 1974 — Ксения, любимая жена Фёдора — Ксения Иванова
- 1974 — Птицы над городом — парикмахер
- 1974 — Странные взрослые — Ольга Николаевна Наливайко
- 1976 — Дневной поезд — Поля
- 1976 — Первый рейс — Варя Воскобойникова
- 1976 — Сегодня полёты, завтра полёты (к/м) — мама Вари
- 1976 — Ты — мне, я — тебе — Вера Кашкина
- 1977 — Медовая неделя в октябре (к/м) — Наташа
- 1977 — Хлеб детства моего — Дарья
- 1978 — В день праздника — Лидия
- 1978 — Предварительное расследование — Таня, жена Серёжкина
- 1978 — Сдаётся квартира с ребёнком — Лена Степанова, мама Андрея
- 1980 — Мелодия на два голоса — Наташа Белецкая
- 1980 — Полёт с космонавтом — Брусничкина
- 1980 — Свет в окне — врач-педиатр
- 1981 — Две строчки мелким шрифтом — Зоя Николаевна
- 1981 — Любовь моя вечная — Саша Зубова
- 1983 — Дважды рождённый — медсестра
- 1983 — Конец бабьего лета — Мария Кузьминична
- 1983 — Уникум — Попкова
- 1984 — Идущий следом — воспитательница в детском доме
- 1984 — Третий в пятом ряду — мать Белова
- 1984 — Успех — Анна Васильевна (Нюся)
- 1985 — Непохожая — Анна, медсестра
- 1985 — Подружка моя — Галина Ивановна
- 1985 — Пять минут страха — Любовь Андреевна, жена Жогина
- 1985 — Софья Ковалевская — Мария Бокова-Сеченова
- 1985 — Чужой звонок — Зинаида Ильинична, мать Турбиных
- 1986 — Зонтик для новобрачных — жена Краскова
- 1987 — Катенька — мама Гриши
- 1988 — В связи с переходом на другую работу — Калерия Фёдоровна
- 1988 — Щенок — мать Кольки
- 1989 — Когда мне будет 54 года — соседка
- 1989 — Под куполом цирка — Вера Игнатьевна
- 1989 — Процесс — Людмила, жена Амелина
- 1990 — Место убийцы вакантно… — мать Адамцева
- 1992 — Дымъ — Капитолина Марковна
- 1992 — Менялы — Серафима Максимовна
- 1997 — Вор — беженка
- 1998 — Самозванцы — тётя Люся, врач
- 2002 — Бригада — мать Пчёлы
- 2003 — А поутру они проснулись — тётя Нюра, уборщица
- 2003 — Другая женщина, другой мужчина — домработница
- 2011 — Мой парень — ангел — бабушка с собачкой
- 2011 — О нём — бабушка
- 2012 — Однажды в Ростове — Анна Решетникова (тётя Нюра), почтальон в Новочеркасске
- 2014 — Охота жить — жена Филиппа
- 2014 — Чужое — Зоя Матвеевна Шапошникова
- 2017 — Оптимисты — Антонина Ивановна, няня

### Озвучивание
- 1978 — «Десятая вершина Ирины Родниной»

### Участие в фильмах
- 1999 — «Живой Пушкин»